# Leichtathletik-Europameisterschaften 2010/Teilnehmer (Slowenien)
Slowenien meldete 34 Sportler, davon jeweils die Hälfte Männer und Frauen, für die Leichtathletik-Europameisterschaften 2010 vom 27. Juli bis zum 1. August in Barcelona.
| Wettbewerb        | Männer                                                                         | Frauen                                                                         |
| ----------------- | ------------------------------------------------------------------------------ | ------------------------------------------------------------------------------ |
| 100 m             | Gregor Kokalovič (30. Platz) Matic Osovnikar (18. Platz)                       | Tina Murn (24. Platz)                                                          |
| 200 m             | Gregor Kokalovič (27. Platz) Matic Osovnikar (28. Platz) Jan Žumer (25. Platz) | Tina Jureš (24. Platz) Pia Tajnikar (nicht gestartet) Sabina Veit (17. Platz)  |
| 400 m             | Sebastijan Jagarinec                                                           |                                                                                |
| Marathon          | Primož Kobe Anton Kosmač Robert Kotnik                                         | Daneja Grandovec                                                               |
| 3000 m Hindernis  | Boštjan Buc                                                                    |                                                                                |
| 100 m Hürden      |                                                                                | Marina Tomič                                                                   |
| Hochsprung        | Rožle Prezelj                                                                  |                                                                                |
| Stabhochsprung    | Jure Rovan                                                                     | Tina Šutej                                                                     |
| Weitsprung        |                                                                                | Nina Kolarič                                                                   |
| Dreisprung        |                                                                                | Snežana Rodić                                                                  |
| Kugelstoßen       | Miran Vodovnik                                                                 |                                                                                |
| Speerwurf         |                                                                                | Martina Ratej                                                                  |
| 4 × 100 m Staffel | Boštjan Fridrih Gregor Kokalovič Matic Osovnikar Dejan Škoflek Jan Žumer       | Maja Mihalinec Tina Murn Merlene Ottey Pia Tajnikar Sabina Veit Kristina Žumer |
| 4 × 400 m Staffel | Sebastijan Jagarinec Jernej Jeras Uroš Jovanovič Marko Macuh Erik Vončina      | Daša Bajec Urška Klemen Maja Mihalinec Anja Puc Liona Rebernik Sabina Veit     |